# Летичевский, Александр Адольфович
Александр Адольфович Летичевский (укр. Олександр Адольфович Летичевський; 3 мая 1935, Киев — 19 августа 2019, там же) — советский и украинский кибернетик, академик НАНУ (2009), доктор физико-математических наук (1971), профессор (1982).

## Биография
Сын театрального режиссёра Адольфа Исааковича Летичевского (1913—1944) и актрисы Натальи Александровны Гебдовской. В 1952 году окончил Киевскую среднюю школу № 92.
В 1957 году окончил механико-математический факультет Киевского государственного университета им. Т. Г. Шевченко по специальности «математика» и начал работать в отделе теории цифровых автоматов Института кибернетики АН УССР.
Впоследствии возглавил отдел рекурсивных вычислительных машин, позже переименованный в отдел алгебраических методов проектирования вычислительных систем.
Под руководством академика Виктора Глушкова в 1963 году защитил кандидатскую диссертацию на тему «Некоторые вопросы теории конечных автоматов», а в 1971 году — докторскую диссертацию «Эквивалентность автоматов и дискретных преобразователей».
С 1964 года — старший преподаватель, профессор Киевского университета по совместительству. Разработал и преподавал нормативные курсы «Современные проблемы кибернетики» и «Современные проблемы информатики».
В 1982 году получил звание профессора кафедры теоретической кибернетики факультета кибернетики.
В 1990 году избран член-корреспондентом АН УССР.
С 1991 до 1994 года — заведующий кафедрой теоретической кибернетики по совместительству.
Подготовил 10 докторов наук и 30 кандидатов наук.
Умер после длительной болезни горла 19 августа 2019 года. Похоронен на Байковом кладбище.

## Основные научные интересы
- прикладная теория алгоритмов
- теоретическое программирование
- теория автоматов и языков
- алгебраическое и логическое программирование
- параллельные вычисления
- символьные и алгебраические вычисления.

## Научные труды
Автор более 200 научных трудов, из которых — 10 монографий, в частности:
- «Автоматизация проектирования вычислительных машин.» — К., 1975 (в соавторстве с Ю. В. Капитоновой); (рус.)
- «Методы синтеза дискретных моделей биологических систем.» — К., 1983; Математическая теория проектирования вычислительных систем. — К., 1988 (в соавторстве с Ю. В. Капитоновой). (рус.)

## Награды
Лауреат:
- Государственной премии СССР (1968) «за разработку новых принципов построения структур малых машин для инженерных расчётов и математического обеспечения к ним, внедрённых в ЭВМ серии „МИР“»
- премии имени В. М. Глушкова[uk] (1985).
- Государственных премий Украины (1993, 2003)
- Премии НАН Украины имени А. А. Дородницына (2010)

## Семья
- Жена — Валентина Ефимовна Летичевская.
  - Сын — Александр Александрович Летичевский (род. 1960), доктор физико-математических наук, старший научный сотрудник Института кибернетики им. В. М. Глушкова НАН Украины.[2]
  - Сын — Феликс Александрович Летичевский (1963—1996), актёр.